# Kinematika
Kinematika je část mechaniky, která se zabývá pohybem objektů v čase a prostoru, klasifikací a popisem různých druhů pohybu, avšak na rozdíl od dynamiky neuvažuje setrvačnost hmoty a nezabývá se příčinami pohybu. Dotyčnými objekty jsou pevná tělesa 
, kapaliny   a plyny .
Kinematika se tedy zaměřuje na sledování polohy, rychlosti apod. Nesleduje však dynamické veličiny, jako například sílu, hmotnost, odpor prostředí, kterými se zabývá dynamika. Pokud kinematika uvádí pojem zrychlení, pak je to bez kontextu, neboť zrychlení má kontext daný silou a setrvačnou hmotou (Druhý Newtonův zákon).
Z hlediska matematického a systémového přístupu je dynamika chápána jako dynamický systém, kinematika jako jeho degenerovaná podoba označovaná jako okamžitý systém.

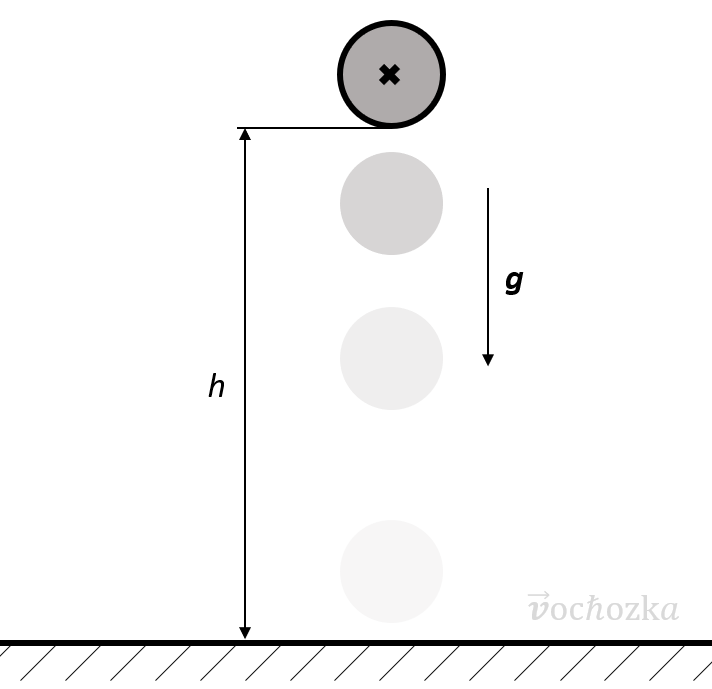
Těleso tvaru koule je ve výšce h nad povrchem urychlováno tíhovým zrychlením g.

## Pomocné pojmy
Důležitým kinematickým pojmem je hmotný bod. Jedná se o idealizaci, kdy libovolné těleso při popisu jeho pohybu nahrazujeme bodem s danou hmotností. Tento bod obvykle umísťujeme do těžiště tělesa.
Poloha tělesa je údaj, vyjadřující umístění tělesa vzhledem ke vztažné soustavě. Jednou z možností, jak zadat polohu tělesa je polohový vektor neboli průvodič. Je to spojitá vektorová funkce času, kterou je zvykem psát ve tvaru
{\displaystyle \mathbf {r} =\mathbf {r} (t)=\sum _{i=1}^{3}x^{i}(t)\mathbf {e} _{i}}
({\displaystyle e_{i}} jsou jednotkové bázové vektory). 
Od obecného polohového vektoru můžeme přejít ke konkrétní soustavě souřadnic. V rovině jsou nejpoužívanější kartézská soustava souřadnic a polární soustava souřadnic.

## Základní pojmy
Mechanickým pohybem se ve fyzice označuje takový pohyb, při kterém dochází ke změně polohy tělesa, popř. hmotného bodu vzhledem ke vztažné soustavě. Kudy se hmotný bod pohybuje popisuje trajektorie, geometrická čára prostorem, kterou hmotný bod při pohybu opisuje.
Podle tvaru trajektorie rozlišujeme přímočarý pohyb (probíhá podél konstantně směřujícího vektoru) a křivočarý pohyb (nepřímočarý). Délku trajektorie nazýváme dráha.
Při pohybu se mění velikost i směr polohového vektoru.
První časovou derivaci polohového vektoru nazýváme okamžitá rychlost. Průměrnou rychlost zavádíme jako
{\displaystyle \mathbf {v_{p}} ={\frac {\mathbf {r} \left(t_{1}\right)-\mathbf {r} \left(t_{2}\right)}{t_{1}-t_{2}}}}.
Limitním přechodem od průměrné rychlosti zavádíme (zpětně) rychlost okamžitou:
{\displaystyle \mathbf {v} =\lim _{t_{1}\to t_{2}}{\frac {\mathbf {r} \left(t_{1}\right)-\mathbf {r} \left(t_{2}\right)}{t_{1}-t_{2}}}={\frac {d\mathbf {r} (t)}{dt}}=\sum _{i=1}^{3}{{dx^{i}(t)} \over {dt}}\mathbf {e} _{i}={\mathrm {d} \mathbf {s}  \over \mathrm {d} t}}.

První časovou derivaci rychlosti nazýváme zrychlení.
{\displaystyle \mathbf {a} ={\frac {d\mathbf {v} }{dt}}={\frac {dv}{dt}}\mathbf {\tau ^{0}} +v{\frac {d\mathbf {\tau ^{0}} }{dt}}},
kde {\displaystyle \mathbf {\tau ^{0}} }je jednotkový tečný vektor. Výraz můžeme dále rozepsat jako
{\displaystyle \mathbf {a} ={\frac {dv}{dt}}\mathbf {\tau ^{0}} +v{\frac {ds}{dt}}{\frac {d\mathbf {\tau } ^{0}}{ds}}={\frac {dv}{dt}}\mathbf {\tau ^{0}} +v^{2}{\frac {d\mathbf {\tau ^{0}} }{ds}}},
což lze interpretovat, jako že se zrychlení skládá z tečné a normálové složky, tedy
{\displaystyle \mathbf {a} =\mathbf {a_{t}} +\mathbf {a_{n}} },
kde {\displaystyle \mathbf {a_{n}} ={\frac {v^{2}}{R}}\mathbf {n^{0}} }, přičemž {\displaystyle R} je poloměr křivosti a {\displaystyle \mathbf {n} ^{0}} jednotkový vektor ve směru normály.
Je-li tečné zrychlení nulové, jedná se o rovnoměrný pohyb, v opačném případě o nerovnoměrný pohyb.
Skládání pohybů – Princip nezávislosti pohybů – Skládání rychlostí – Relativita pohybu – Vztažná soustava – Galileiho princip relativity – Einsteinův princip relativity

## Popis jednotlivých druhů pohybů
Rovnoměrný přímočarý pohyb – Rovnoměrně zrychlený přímočarý pohyb – Nerovnoměrný přímočarý pohyb – Rovnoměrný pohyb po kružnici – Rovnoměrně zrychlený pohyb po kružnici – Nerovnoměrný pohyb po kružnici

## Veličiny
Trajektorie – Dráha – Rychlost – Zrychlení – Úhlová dráha – Úhlová rychlost – Úhlové zrychlení – Dostředivé zrychlení – Perioda – Frekvence